# Вендланд, Герман
Герман Вендланд (нем. Hermann Wendland, 1825 — 1903) — немецкий ботаник, ставший главной фигурой в центральноамериканской ботанике, садовод, директор ботанического сада в Ганновере, сын немецкого ботаника и садовника Генриха Лудольфа Вендланда (1791—1869) и внук немецкого ботаника, садовода и садового инспектора Иоганна Кристофа Вендланда (1755—1828).

## Биография
Герман Вендланд родился недалеко от Ганновера 11 октября 1825 года.
Он стал опытным садоводом, обучаясь в Ботаническом саде Гёттингена и в Королевских ботанических садах Кью. После смерти отца в 1870 году Вендланд стал директором ботанического сада в Ганновере. В 1856 и 1857 году он путешествовал по Центральной Америке, собирая экземпляры для гербария и живые растения из семейства Пальмовые и семейства Циклантовые. За его поездкой в Центральную Америку для сбора растений последовали интенсивные таксономические исследования пальм со всех континентов, особенно тропических районов Америки, Африки и Австралии.
Вендланд впервые принёс в культуру множество известных сегодня комнатных растений. К наиболее известным комнатным растениям, которые он внёс в культуру, относятся Антуриум и Сенполия. Семена Сенполии ему передал президент Германского дендрологического общества Ульрих фон Сен-Поль. Вендланд вырастил растение из семян и в 1893 году описал его как Saintpaulia ionanta (Сенполия фиалкоцветковая или Сенполия фиалкоцветная), выделив этот вид в отдельный род, который он назвал в честь Вальтера фон Сен-Поля. Вендланд внёс значительный вклад в ботанику, описав множество видов растений.
В 1893 году Вендланд, отнёсший Сенполии к семейству Геснериевые, написал первую статью, посвящённую узамбарской фиалке. О новом роде растений мировая общественность узнала из цветоводческого журнала Gartenflora, где была опубликована работа Вендланда.
Герман Вендланд умер 12 января 1903 года.

## Научная деятельность
Герман Вендланд специализировался на семенных растениях.

## Научные работы
- Die Königlichen Gärten zu Herrenhausen bei Hannover (Hannover 1852).
- Index palmarum, cyclanthearum, pandanearum, cycadearum, quae in hortis europaeis coluntur (Hannover 1854).

## Почести
Род растений Wendlandiella был назван в его честь.